# Erika Riemer-Noltenius
Erika Riemer-Noltenius (* 15. November 1939 in Kiel; † 13. Juni 2009 in Bremen) war eine deutsche Politikerin (Die Frauen) und Frauenrechtlerin.

## Frühes Leben
Erika Noltenius wurde als Tochter des Kaufmanns Friedrich August Noltenius und der Ärztin Gertrud Elisabeth Noltenius (geb. Heine) geboren. Sie war die Nichte des damaligen Bremer Bürgermeisters Jules Eberhard Noltenius. Ihr Vater fiel 1940 während des Zweiten Weltkriegs in Frankreich, worauf die Mutter die Familie, bestehend aus Erika, ihrem Bruder Friedrich Peter (* 1938) und der Großmutter, allein versorgte, gleichzeitig arbeitete und ihre Ausbildung sowie Promotion zur Ärztin bewältigte. Die Familie zog häufig um und lebte in Kiel, Würzburg und Schonderfeld, bis sie 1946 in Bremen ein festes Zuhause fand.
Erika Noltenius erlebte die Schule als Freiheitsberaubung und lernte deshalb schlecht, aber ihre Mutter bestand auf ein Abitur und ein Studium, weshalb Erika 1959 die Schule abschloss und ein Jahr später in Hamburg das Studium in Geschichte und Französisch aufnahm. Bald schloss sie sich der Europäische Föderalistischen Partei (EFP) an. Es folgten Studienjahre in Paris und Berlin, bis sie schließlich 1968 in Wien in Politikwissenschaften zum Thema Die Entwicklung zur Unabhängigkeit von Britisch Guyana promoviert wurde.

## Erwerbstätigkeit, Ehe und erste Kontakte zum Feminismus
Nach ihrer Promotion verschaffte ihr Onkel Jules Eberhard Noltenius, ein Bremer Senator, ihr 1968 eine Stelle bei der Handelskammer Bremen. Sie war die erste Frau auf dem Posten der Referentin für Außenwirtschaft. Sie verbrachte jeweils ein halbes Jahr in New York City und Chicago im Kontakt zur deutsch-amerikanischen Handelskammer und arbeitete außerdem in Brüssel. Als Personalvorsitzende erkämpfte sie gleiche Löhne für Frauen und erreichte diverse soziale Fortschritte, kündigte aber 1976 mit der Aussage, dass ihre Putzfrau netto mehr verdiene als sie. 1974 heiratete sie den 28 Jahre älteren Betriebsarzt Rudolph Riemer, den sie bereits in ihrer Jugend beim Tennisspielen kennengelernt hatte. Das Paar reiste die nächsten acht Jahre durch Europa und die USA, bis Rudolph Riemer 1982 an Lungenkrebs verstarb.
Nach dem Tod ihres Ehemannes nahm Riemer-Noltenius ein weiteres Studium in Erwachsenenpädagogik an der Universität Bremen auf. Durch die Bremer Frauenwoche 1982 kam sie zum ersten Mal mit Feministinnen in Kontakt und begann sich eingehend mit feministischen Themen zu beschäftigen. Sie besuchte thematische Veranstaltungen, las einschlägige Literatur und nahm 1986 an einer Internationalen Frauenkonferenz in Neuseeland teil. Ihr wurde nach eigenen Angaben klar, dass sie bisher doch nur eine Alibifrau und ein schönes Aushängeschild in weiterhin konservativen Strukturen gewesen sei. Hier wurde der Startschuss für ihre weitere Karriere und ihr lebenslanges Engagement als Frauenlobbyistin gegeben.

## Politische Karriere und Engagement als Frauenrechtlerin

### Deutscher Akademikerinnenbund und Bremer Frauenausschuss
Riemer-Noletenius wurde bereits seit 1968, auf Wunsch ihrer Mutter hin, Mitglied des Deutschen Akademikerinnenbundes (DAB). 1985 wurde sie zum Start ihrer frauenpolitischen Karriere in den Vorstand des DAB und zeitgleich in den des Bremer Frauenausschusses (BFA) (andernorts Landesfrauenrat) gewählt. Der Frauenausschuss vertrat bald 40 frauenspezifische Verbände und Organisationen und über 100.000 Frauen. Sie war zwölf Jahre lang Teil des Vorstands und nahm von 1991 bis 1997 das Amt als erste Vorsitzende wahr. Hier etablierte sie sich in der städtischen Politik und galt als zielstrebig, kämpferisch, motivierend, streitbar und unermüdlich im Engagement für frauenpolitische Belange.

### Der Bremer Frauenclub e.V. und das Projekt Frauenuniversität
1988 gründete Riemer-Noltenius den Bremer Frauenclub e.V. Sie wollte ihren 50. Geburtstag nach dem Vorbild der Herrenclubs in einem Club für Frauen mit eigenen Räumen feiern. Die Räumlichkeiten wurden von der Sparkasse Bremen zur Verfügung gestellt und der Club mit 120 anwesenden Frauen gegründet. Der Verein existiert bis heute und hat sich zum Ziel gesetzt, das Leben anderer Frauen durch kulturelle Angebote zu bereichern.
1993 entdeckte Riemer-Noltenius das Projekt einer Frauenuniversität nach dem Vorbild mehrerer Colleges in den USA für sich. Dafür gründete sie den Förderverein Virgina Woolf Frauenuniversität e.V. Ziel war es, die Gleichberechtigung durch mehr Frauen in der Wissenschaft zu erhöhen. Drei erfolgreiche Tagungen konnte sie mit dem Verein ausrichten, doch 1998 blieb das Interesse anderer Frauen aus, wodurch Riemer-Noltenius den Verein 2001 auflösen musste.

### Parteilose Kandidaturen in den 90er Jahren
Ihr gesellschaftliche Engagement für Frauen erreichte 1994 mit der Kandidatur für den Bundestag eine neue politische Dimension. Sie trat als parteilose Frauenrechtlerin an, da sie die unproportionale Repräsentation von Frauen in der Politik verbessern wollte. Im folgenden Jahr ließ sie sich ebenfalls als Direktkandidatin über die Bremer Frauenliste für die Bürgerschaftswahl in Bremen aufstellen. Obwohl beide Kandidaturen an der 5%-Hürde scheiterten, erlangte Riemer-Noltenius durch sie größere mediale und gesellschaftliche Bekanntheit.

### Das Bremer Beginenhof Modell
Riemer-Noltenius größtes, aber auch umstrittenstes Vorhaben war der Bremer Beginenhof. Das Wiederaufleben der Beginenbewegung in den 90er Jahren inspirierte Riemer-Noltenius, eine Art Lebens-, Arbeits- und Wohngemeinschaft für Frauen in Bremen zu gründen. Im Rahmen der Agenda 21, einem Nachhaltigkeitsprojekt der UN aufgrund der Umweltkonferenz 1992 in Rio de Janeiro, stellte sie ihre Idee in Bremen als Vorsitzende des BFA vor. Es sollte dadurch ein Raum für eine große Gemeinschaft von Frauen geschaffen werden und zudem umweltfreundlich mit nachhaltigen Materialien und für viele Menschen auf kleinerem Raum gebaut werden. Sie gewann sofort zahlreichen Zuspruch. 1997 gründete sie dafür zusammen mit Elke Schmidt-Prestin einen Verein, der 1998 in eine Genossenschaft umgewandelt wurde. Kurz darauf begannen die Bauarbeiten auf den vorgesehenen Grundstücken im Bremer Stadtteil Neustadt und das Projekt wurde als Beitrag zur Expo 2000 anerkannt. 2001 stand schließlich ein Gebäudekomplex mit Gewerbeflächen und 85 Miet- und Eigentumswohnungen, der von den UN als Habitat Scroll of Honour ausgezeichnet wurde und den ersten Platz der Agenda 21 in Bremen belegte.
Trotzdem stand das Projekt schnell vor dem finanziellen Aus. Der Bau der Anlage brachte Kosten von 32 Millionen DM mit sich, die aus unterschiedlichen Quellen gedeckt werden sollten. 7,5 Millionen DM wurden als Fördergelder der EU veranschlagt, wovon die Stadt Bremen die Hälfte tragen sollte. Der Rest sollte durch Verkauf der Eigentumswohnungen und der Genossenschaftsanteile an Mitglieder und Mieterinnen finanziert werden. Hinzu kamen Kredite der Bremer Sparkasse, für welche die beiden Vorstandsfrauen Riemer-Noltenius und Schmidt-Prestin Bürgschaften von je 200.000 DM übernahmen. Obwohl der Bremer Senat die finanzielle Förderung zugesichert hatte, hielt er sie schlussendlich aus unbekannten Gründen nicht ein, wodurch auch das Geld der EU ausblieb und die Genossenschaft schließlich insolvent ging. Dennoch galt das Modell als Vorbild für frauenpolitische Projekte in anderen Städten.
Riemer-Noltenius wurde für das misslungene Projekt stark kritisiert. Ihr wurde vorgeworfen, zu naiv in die Finanzplanung gegangen zu sein, wodurch die beteiligten Frauen hohe Geldeinlagen verloren hatten und auch Riemer-Noltenius selbst, zur Deckung der Bürgschaft, ihr Elternhaus verkaufen musste. Die Anlage bestand trotzdem weiter, gehörte nun aber der Sparkasse Bremen. Der Insolvenzverwalter beschloss, leerstehende Wohnungen nicht weiter zu vermieten, sie standen nur noch zum Verkauf und das zu einem Preis von 1400€ pro Quadratmeter im Jahre 2006. Riemer-Noltenius lebte dennoch ab dem Verkauf ihres Elternhauses für den Rest ihres Lebens unter Frauen im Beginenhof.

### Die feministische Partei Die Frauen
2002 nahm Riemer-Noltenius ihr parteipolitisches Engagement wieder auf und etablierte einen Landesverband der Feministischen Partei Die Frauen (kurz: Die Frauen) in Bremen. Sie schaffte es mit 500 Unterschriften auf die Wahlliste und wurde schließlich in den Bundesvorstand gewählt. Ein wichtiges Thema dieser Jahre stellt für sie der Einsatz für das bedingungslose Grundeinkommen dar, da sie die gängige Finanzordnung scharf kritisierte. Außerdem gründete sie viele weitere Beginenvereine, wurde Bundessprecherin der Feministischen Partei Die Frauen und Mitglied bei Attac.
Als Mitglied des Bundesvorstands der Partei Die Frauen schrieb Riemer-Noltenius 2006 außerdem Das feministische Manifest, das ohne Änderungen der Partei, tausendfach als Flugblatt verteilt wurde und als eines ihrer wichtigsten Vermächtnisse anzusehen ist. Das feministische Manifest enthält zehn Punkte, die für Riemer-Noltenius Erklärung und Zielsetzung des Feminismus elementar sind. Daneben verfasste sie weitere Statements zum Thema feministische Ökonomie.

## Die 2000er Jahre und Lebensende
Riemer-Noltenius' intensives politischen Engagement in den 2000er Jahren wurde vorrangig noch durch die Klage der Wilbers Bau GmbH wegen der letzten nicht gezahlten Rate von 1,1 Millionen Euro strapaziert. Das Landgericht Bremen sprach sie und Schmidt-Prestin allerdings frei, da sie fahrlässig, aber nicht vorsätzlich gehandelt hatten. In den folgenden Jahren litt Riemer-Noltenius unter einer Krebserkrankung. 2009 wurde sie noch vom Bremer Frauenausschuss zur Bremerin des Jahres gewählt, bevor sie drei Monate später in ihrem Beginenhof begleitet von Beginen starb.
Erika Riemer-Noltenius liegt auf dem Riensberger Friedhof in Bremen-Schwachhausen begraben.